# Abi-ēšuḫ
Abi-ēšuḫ regierte von 1711 bis 1684 v. Chr. als König über Babylon. Er war Sohn des Königs Šamšu-iluna, dem er für 28 Jahre auf dem Thron folgte. Wesentliche Quellen für seine Regierung sind babylonische Jahresnamenformeln, es existieren aber auch Bauinschriften.
Abi-ēšuḫ ist vor allem für seine aggressive Militärpolitik bekannt, die sich gegen einwandernde Kassiten richtete. Auch gegen die Meerland-Dynastie, vor allem Ili-ma-ilu ging er militärisch vor. Zu Beginn seiner Regierungszeit erlebte Babylon einen Überfall der Elamer.